# Svenskøya
Svenskøya (nom noruec que en català vol dir illa sueca) és una illa deshabitada situada al grup d'illes del Rei Carles, a l'arxipèlag àrtic de Svalbard, Noruega. Ocupa una superfície de 137 km². El punt més alt és a 230 m d'altitud. Té la major densitat d'ossos polars de les Svalbard. Com les altres illes del Rei Carles forma part de la Reserva natural del nord-est de Svalbard.
Svenskøya se separa de Kongsøya per l'estret de Rivalensundet. L'illa està separada de les illes d'Edge i de Barents per l'estret d'Olgastretet.